# Vänta bara!
Vänta bara!, eller Vänta du bara! (ryska: Ну, погоди!, Nu pogodi!) är en sovjetisk/rysk animerad TV-serie producerad av Sojuzmultfilm. Serien skapades 1969 och blev en populär tecknad serie i Sovjetunionen. Originalspråket är ryska, men mycket få ord används (de som förekommer är oftast interjektioner).
Serien handlar om en odygdig men konstnärlig varg som försöker fånga (och förmodligen äta) en hare. Serien har ytterligare ett par karaktärer som ofta försöker hjälpa haren att undkomma vargen eller stoppa vargen i dennes planer.

## Rollfigurer

### Vargen
Vargen (röst av Anatolij Papanov, ryska: Волк Volk), en huligan som gärna ägnar sig åt vandalism, misshandel och rökning. Många av Vargens försök att fånga haren uppvisar vissa förmågor (däribland konståkning, balett och vals). Vargen är dessutom väldigt duktig på att spela gitarr och åker motorcykel. Trots dessa färdigheter brukar Vargens planer ofta misslyckas.
Strax innan och efter upplösningen av Sovjetunionen kännetecknades Vargen av att vara allt mer "tecknad" och mindre kriminell. I ett av de senaste avsnitten (#20), suger till exempel Vargen på en godisklubba istället för en cigarett och hans förhållningssätt liknar nyare, post-sovjetiska, ryska animationer, snarare än den slapstick-liknande hållningen under Sovjet-tiden. Vargen har också successivt blivit mer feg sedan de första avsnitten.

### Haren
Haren (röst av Klara Rumjanova, ryska: Заяц Zajats) är seriens huvudperson. I serien fick han mycket mindre TV-tid än Vargen och många av hans handlingar är reaktioner på vad Vargen har gjort. I de senare avsnitten är Harens roll mer framträdande, och han räddar till och med Vargen vid flera tillfällen.

### Övriga rollfigurer
Serien innehåller även en stor mängd biroller, av vilka den vanligaste är den fysiskt starka och tunga Flodhästen. Flodhästen har flera roller i serien, bland annat arbetare i ett museum, kassabiträde och förbipasserande.
En annan återkommande figur är Katten, som är illusionist och ses göra flera scenframträdanden i serien.
Andra djur visas i serien, bland annat björnar, rävar, elefanter, bävrar och grisar.

## Historia
Sedan järnridån föll har både ryska och västerländska tittare noterat likheter mellan Nu, pogodi! och amerikanska TV-serier, framförallt Tom och Jerry. Regissören har sagt att han blev inspirerad från Disneyfilmer som Bambi, men han hade inte sett några Tom och Jerry-avsnitt tills han köpte en videospelare 1987. Nu, pogodi! har mer fokus på vardagliga situationer än Tom och Jerry.
Väldigt få ord används i serien, men den vanligaste är "Nu, pogodi!" (Vänta du bara!) som används av Vargen när hans planer misslyckas. I slutet på varje avsnitt säger Vargen seriens signum, "Nu, Zajats, nu pogodi!" (Nå, Haren, vänta du bara!). Serien innehåller även stön, skratt och några sånger.
Nyproduktionen av serien avbröts efter Anatolij Papanovs dödsfall (röstskådespelare för Vargen). De 17:e och 18:e avsnitten från 1993 (som utgavs 1994 och 1995) använde tidigare inspelat material. 
I avsnitten från 2005 agerade Igor Christenko röstskådespelare för Vargen och Olga Zvereva för Haren. Dessa avsnitt regisserades av Aleksej Kotjonotjkin (sonen till den ursprungliga regissören Vjatjeslav Kotionotjkin). Manuset skrevs av Felix Kandel och Aleksandr Kurljandskij, två av originalförfattarna. Under två års tid visades enbart dessa avsnitt på filmfestivaler, men i slutet av 2007 släpptes en DVD som innehöll dessa två avsnitt.

## Mottagande

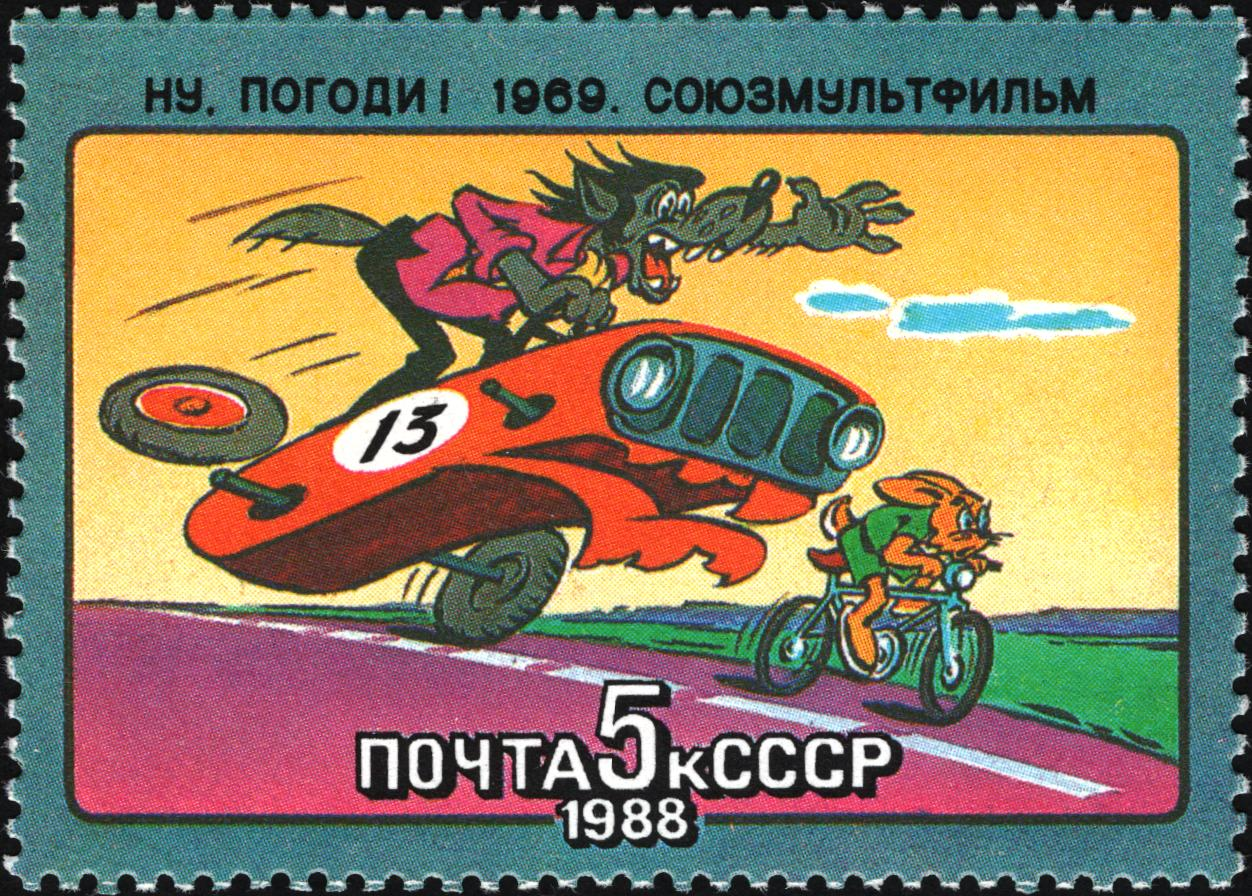
Ett sovjetiskt frimärke från 1988, föreställande Nu, pogodi!

Serien var i många år mycket populär bland folket i Sovjetunionen, och är fortfarande populär i nutida Ryssland. Men kritiker och produktionsbolaget var mindre förtjust i serien, som regissörens son Aleksej Kotionotjkin minns, trots att ingen sade det rakt ut, att Soyuzmultfilm ansåg att Nu, Pagodi! var av låg klass. Serien ansågs också vara "västlig" på grund av sitt simpla budskap. Många kritiker ansåg att det fanns klasskamp integrerad i serien, där Vargen representerade arbetarklassen, medan Haren representerade en utbildad elit. Teorier som denna ansågs dock av Aleksej Kotionotjkin vara "grundlösa".

## Musik
Serien inkluderade många låtar som antingen blev skrivna eller utvalda för att passa respektive scen. Majoriteten av musiken var tagen direkt från internationella lounge- och dansskivor från 1960 till 1980-talet. Många av dessa låtar var från musikläggarnas egna musiksamlingar. Dessa låtar listades inte i eftertexterna, vilket gör att flera av dessa är okända än idag.
Några av de musiker, vilkas verk har använts i serien, är Chico Buarque, Herb Alpert, Nikolaj Rimskij-Korsakov, Digital Emotion, Günter Gollasch, Bill Haley, Ted Heath, Leroy Holmes, Halina Kunicka, James Last, Muslim Magomayev, Paul Mauriat, Hazy Osterwald, Pesnyary, Edita Piekha, Franck Pourcel, Perez Prado, Alla Pugacheva, Eric Rogers, Earl Scruggs, Igor Sklar, Terry Snyder, Studio 11, Mel Taylor,  Klaus Wunderlich, Billy Vaughn, Helmut Zacharias, och Zemlyane.
Signaturmelodin som användes i serien var tagen från Vízisí, skriven av den ungerska kompositören Tamás Deák och framförd av Magyar Rádió Tánczenekara & Harmónia Vokál.
Från början var den kultförklarade sångaren och skådespelaren Vladimir Vysotskij tänkt att vara röstskådespelare för Vargen, men studion fick inte de nödvändiga rättigheterna från den sovjetiska staten för att göra detta möjligt. Dock återstod vissa referenser till Vysotskij, bland annat visslar Vargen en melodi till en av Vysotskijs låtar i första avsnittet.

## Lista över avsnitt
De olika avsnitten till Nu, pogodi! namngavs inte, istället gavs de nummer. Nedan listas varje plats där avsnittet utspelar sig eller avsnittets tema:
1. "Stad och strand" 14 juni 1969
2. "Marknadsplats om natten" 18 juli 1970
3. "Väg" 29 maj 1971
4. "Stadion" 26 juni 1971
5. "Stad" 23 september 1972
6. "Landsbygden" 21 april 1973
7. "Havsresa" 12 maj 1973
8. "Nyårsfirande" 5 januari 1974
9. "TV-studio" 4 september 1976
10. "Byggarbetsplats" 9 oktober 1976
11. "Circus" 30 juli 1977
12. "Museum" 8 april 1978
13. "Olympiska spelen" 17 maj 1980
14. "Aktivitetscenter" 2 juni 1984
15. "Kulturhuset" 22 juni 1985
16. "Ryska folksagor" 27 september 1986
17. "Exotiskt land på en ö" 25 juni 1994
18. "Matbutik" 24 juni 1995
19. "Strand" 3 september 2005
20. "Datjaområde" 7 oktober 2006

## I populärkultur
- Musikvideon till Oneohtrix Point Nevers låt "Replica" innehåller scener från Nu, Pogodi!.
- Det tyska glamrockbandet Nu pagadi har fått sitt namn från TV-serien.

## På mynt
I september 2010 präglades på Niue mynt med motiv från serien Vänta bara! Detta var den andra omgången samlingsmynt i myntserien Cartoon Characters som tillägnats några av världens mest kända seriefigurer.
I juli 2018, för att hedra den tecknade serien 50-årsdag, gav Rysslands centralbank ut jubileumsmynt. Silvermynt med ett nominellt värde av 3 rubel och mynt gjorda av icke-ädelmetaller, i icke-järnhaltiga och vanliga versioner, med ett nominellt värde av 25 rubel. På ena sidan av myntet är Haren och Vargen avbildade, på den andra det ryska vapnet. Den totala upplagan av serien uppgick till fler än 500 000 exemplar.

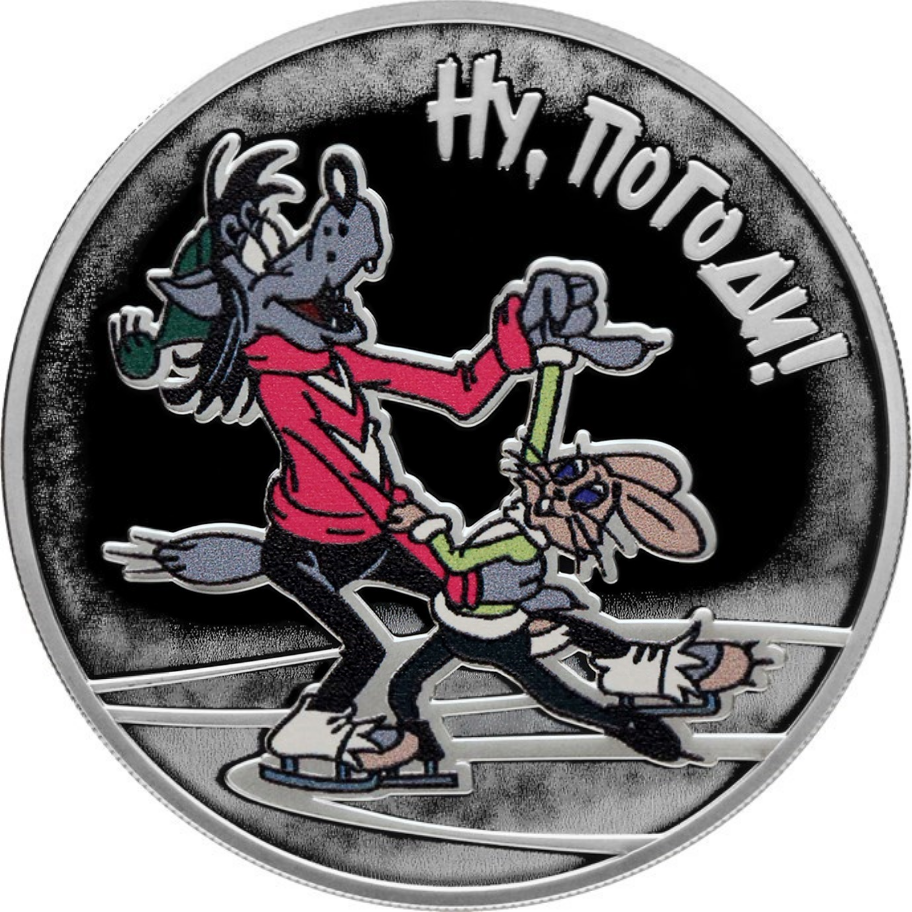
3 rubler
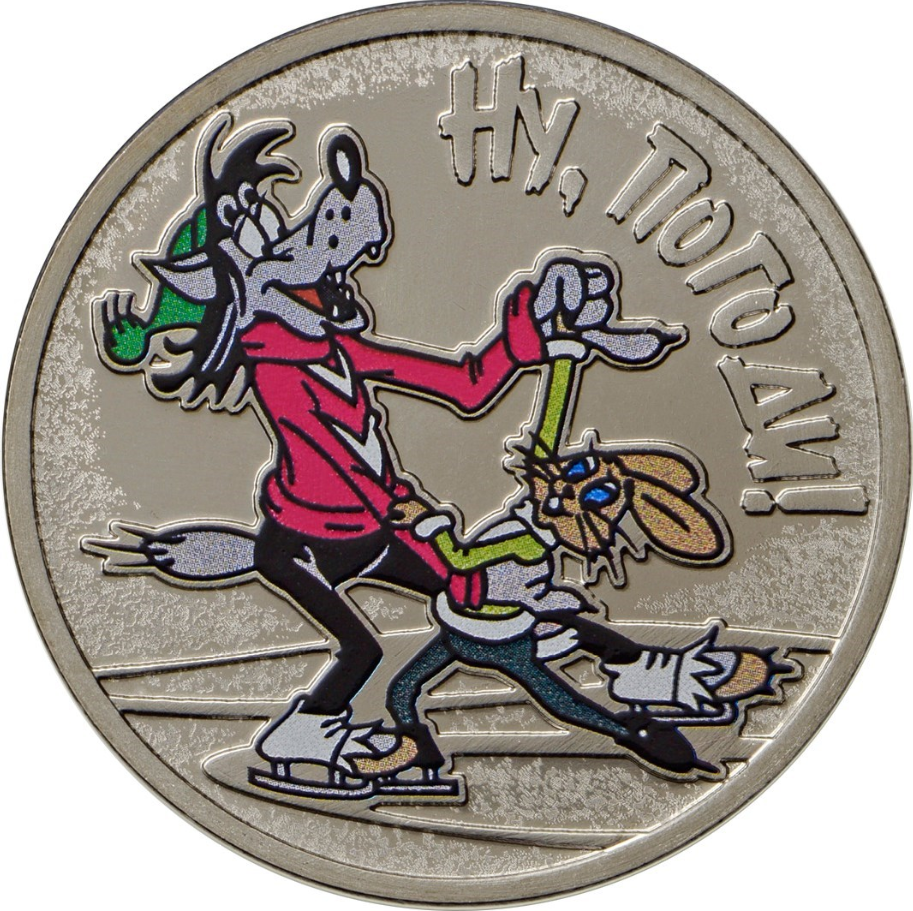
25 rubler